# PIR 센서

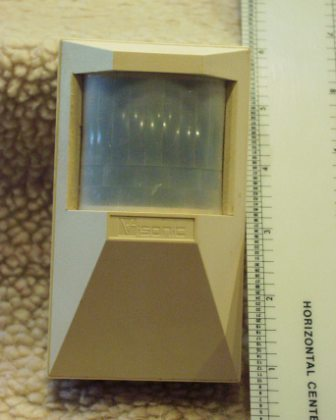
PIR 모션 센서

PIR 센서(Passive infrared sensor) 또는 PID 센서(Passive infrared detector)는 적외선을 사용하여 센서 시야각 내의 물체를 식별하는 전기적 센서이다. 물체가 방출하거나 물체에서 반사되는 적외선을 감지하는 방식으로 작동하기 때문에 수동식(Passive)이라는 명칭이 붙었다. 보안 감시 장비나 자동 조명등과 같은 장치에 모션 센서로 사용되는 기술이다.
단지 움직임만을 감지하기 때문에 누가 움직였는지, 무엇이 움직였는지에 대한 정보를 주지는 못한다. 이를 감지하려면 열화상 카메라가 필요하다.

## 동작 방식
절대 영도 이상의 물체는 열 에너지를 방출하며, 대부분은 적외선으로 방출되기 때문에 인간의 눈으로는 감지할 수 없다. PIR 센서는 이러한 방출되는 적외선을 감지한다. 대부분 센서의 전면에는 프레넬 렌즈가 부착되어 있어서 감지 범위는 약 10 m 내외, 각도는 180도 이내이다. 센서 구성에 따라서 감지 각도를 넓히거나 좁은 각도에 집중하는 대신 감지 범위를 넓힐 수 있다. 입구 근처에 설치된 센서 하나로도 주택의 방 범위를 감지할 수 있다. 전력 소모가 적기 때문에 태양 에너지로도 구동이 가능하다.

## 같이 보기
- 센서 목록